# Аква Вірго
Аква Вірго (лат. Aqua Virgo, італ. Acqua Vergine — «Вода діви») — один з 11 античних акведуків Рима.
Античний акведук завдовжки 21 км постійно доглядався і досі постачає воду фонтану ді Треві, а також фонтану Баркачча на площі Іспанії і фонтану Чотирьох річок на П'яцца Навона.

## Історія
Став шостим римським акведуком, був відкритий у 19 до н. е. консулом Марком Віпсанієм Агріппою для постачання водою терм Агріппи на Марсовому полі. За переказами, дівчина вказала Агріппі і його солдатам джерело чистої води, що знаходилось за 13 км від міста, неподалік від Коллатінської дороги. Проте назва акведука походить швидше за все від чистоти, м'якості та свіжості води з джерела. За питними якостями вода з акведука Вірго стояла на третьому місці.
Оскільки джерела знаходилися в болотистій місцевості, вода спочатку збиралася басейн, частина якого все ще збереглася біля залізничної станції Салони. Об'єм води в акведук збільшили, додавши кількох інших джерел, його довжина становила 14 105 кроків (20 697 метрів), з яких 12 865 кроків проходили під землею, 1 240 — по землі, 540 — по фундаменту і 700 (від віа Капо ле Казе) — по арках. Акведук тягнувся до Пренестінських брам, близько в 1 км від них відхилявся на північ і входив до місто під садами Лукулла (віллою Медічі) на Пінційському пагорбі. З цього місця він тягнувся на південь уздовж краю пагорба, повертаючи на південний захід біля віа Капо ле Казе, де починалися арки; потім повертав на південь уздовж східного краю поля Агріппи, а потім йшов на захід через дорогу Фламінія (на тому місці, де пізніше була побудована арка Клавдія) і вздовж північного кінця Септи, де закінчувалися арки біля північно-західного кута сучасної церкви Святого Ігнатія.
Обсяг акведука становив 2 504 квінарій (103916 м³ на добу), з яких 200 квінарій розподілялися за межами Риму, а 2 304 всередині самого міста по районах VII, IX та XIV в 18 розподільних басейнах. З 1 417 квінарія, які призначалися для державного використання, 26 виділялося на ігри, 61 квінаріїв — на 25 озер, 1330 — на громадські будинки та державні роботи.
Відповідно до Фронтіна вода акведука досягла Рима 9 червня того ж року. Цей акведук забезпечував місця відпочинку знаті: численні фонтани, канали, терми і озера. Про нього згадують давньоримські поети, зокрема Овідій та Марціал.
Реставраційні та ремонтні роботи у 46 та 51–52 роках здійснював імператор Клавдій, у IV ст. відновлено пошкоджені частини акведука за наказом імператора Костянтина I.
З поваленням Римської імперії акведук занепав і лише за папи Адріана I у VIII столітті було відновлено водопостачання. У 1453 році роботами, проведеними папою Миколою V, доведено Аква Вірго до нового кінцевого пункту — фонтану ді Треві.
Пій IV проводить ґрунтовну санацію акведука і 16 серпня 1570 було урочисто відкрито відновлений акведук Acqua Vergine.

## Галерея

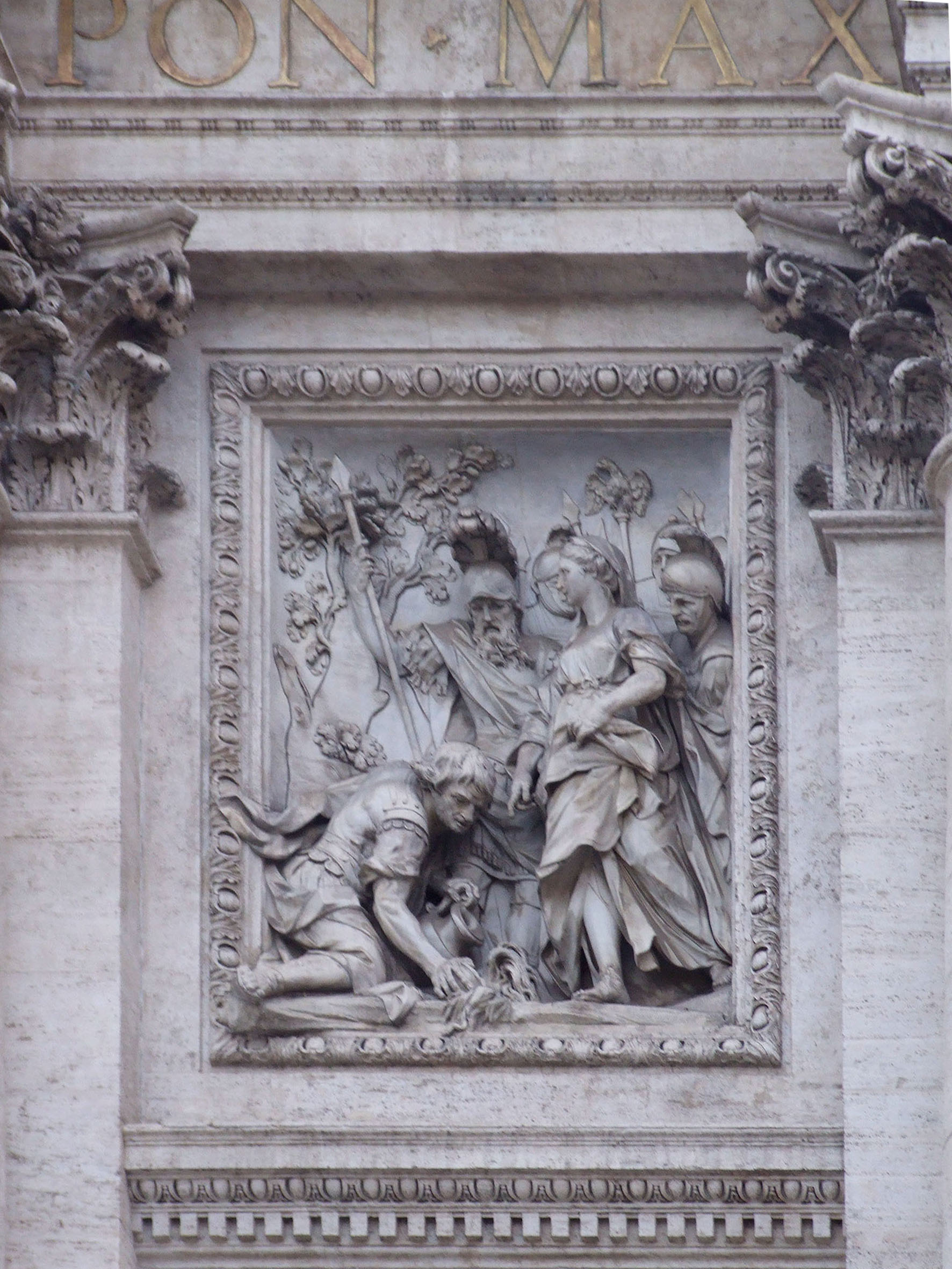
Діва показує Агріппі джерело. Барельєф на фонтані ді Треві
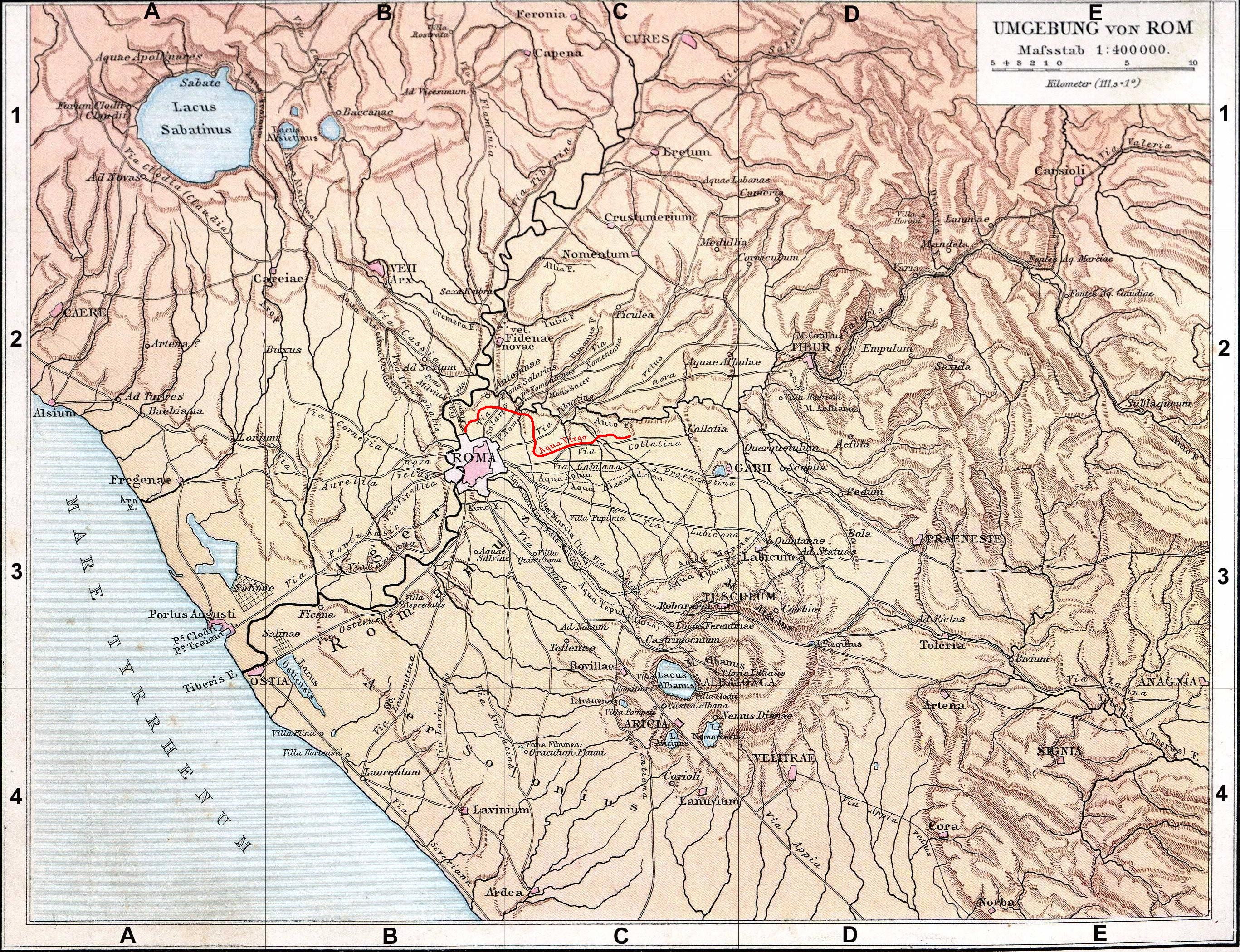
Акведук позначено червоним
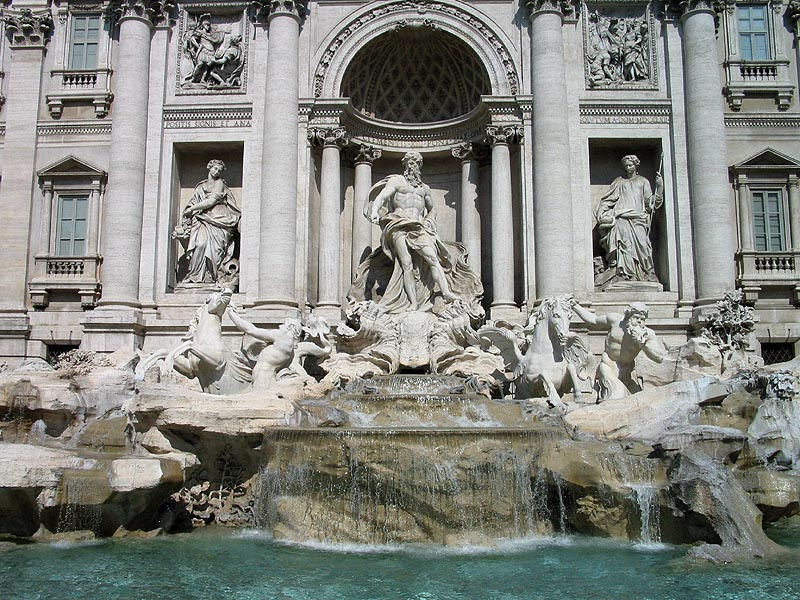
Фонтан ді Треві живиться водою з Аква Вірго
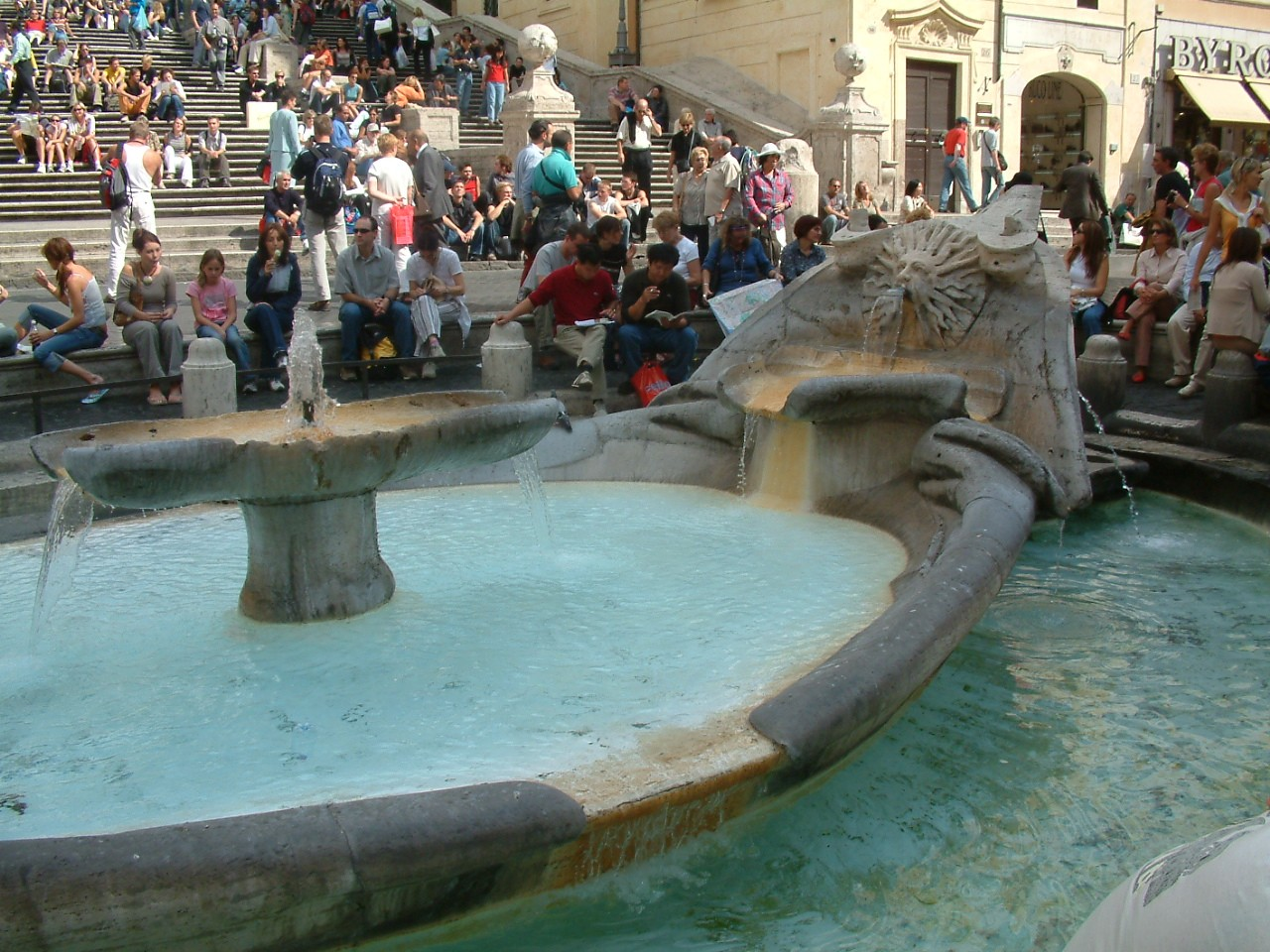
Фонтан Баркачча живиться водою з Аква Вірго